# Rostyslav Zaúlychny
Rostyslav Myroslávovych Zaúlychny –en ucraniano, Ростислав Мирославович Зауличний– (Leópolis, URSS, 6 de septiembre de 1969) es un deportista ucraniano que compitió para la URSS en boxeo.
Participó en dos Juegos Olímpicos de Verano, en los años 1992 y 1996, obteniendo una medalla de plata en Barcelona 1992, en el peso semipesado.
Ganó una medalla de bronce en el Campeonato Mundial de Boxeo Aficionado de 1993 y dos medallas de bronce en el Campeonato Europeo de Boxeo Aficionado, en los años 1991 y 1993.

## Palmarés internacional
| Representando a la URSS           |                     |                   |           |
| Campeonato Europeo                |                     |                   |           |
| Año                               | Lugar               | Medalla           | Categoría |
| 1991                              | Gotemburgo (Suecia) | Medalla de bronce | 81 kg     |
| Representando al Equipo Unificado |                     |                   |           |
| Juegos Olímpicos                  |                     |                   |           |
| Año                               | Lugar               | Medalla           | Categoría |
| 1992                              | Barcelona (España)  | Medalla de plata  | 81 kg     |
| Representando a Ucrania           |                     |                   |           |
| Campeonato Mundial                |                     |                   |           |
| Año                               | Lugar               | Medalla           | Categoría |
| 1993                              | Tampere (Finlandia) | Medalla de bronce | 81 kg     |
| Campeonato Europeo                |                     |                   |           |
| Año                               | Lugar               | Medalla           | Categoría |
| 1993                              | Bursa (Turquía)     | Medalla de bronce | 81 kg     |